# Cunina fowleri
Cunina fowleri är en nässeldjursart som först beskrevs av Browne 1906.  Cunina fowleri ingår i släktet Cunina och familjen Cuninidae. Inga underarter finns listade i Catalogue of Life.